# Boechera perennans
Boechera perennans är en korsblommig växtart som först beskrevs av Sereno Watson, och fick sitt nu gällande namn av William Alfred Weber. Boechera perennans ingår i släktet indiantravar, och familjen korsblommiga växter. Inga underarter finns listade i Catalogue of Life.

## Bildgalleri

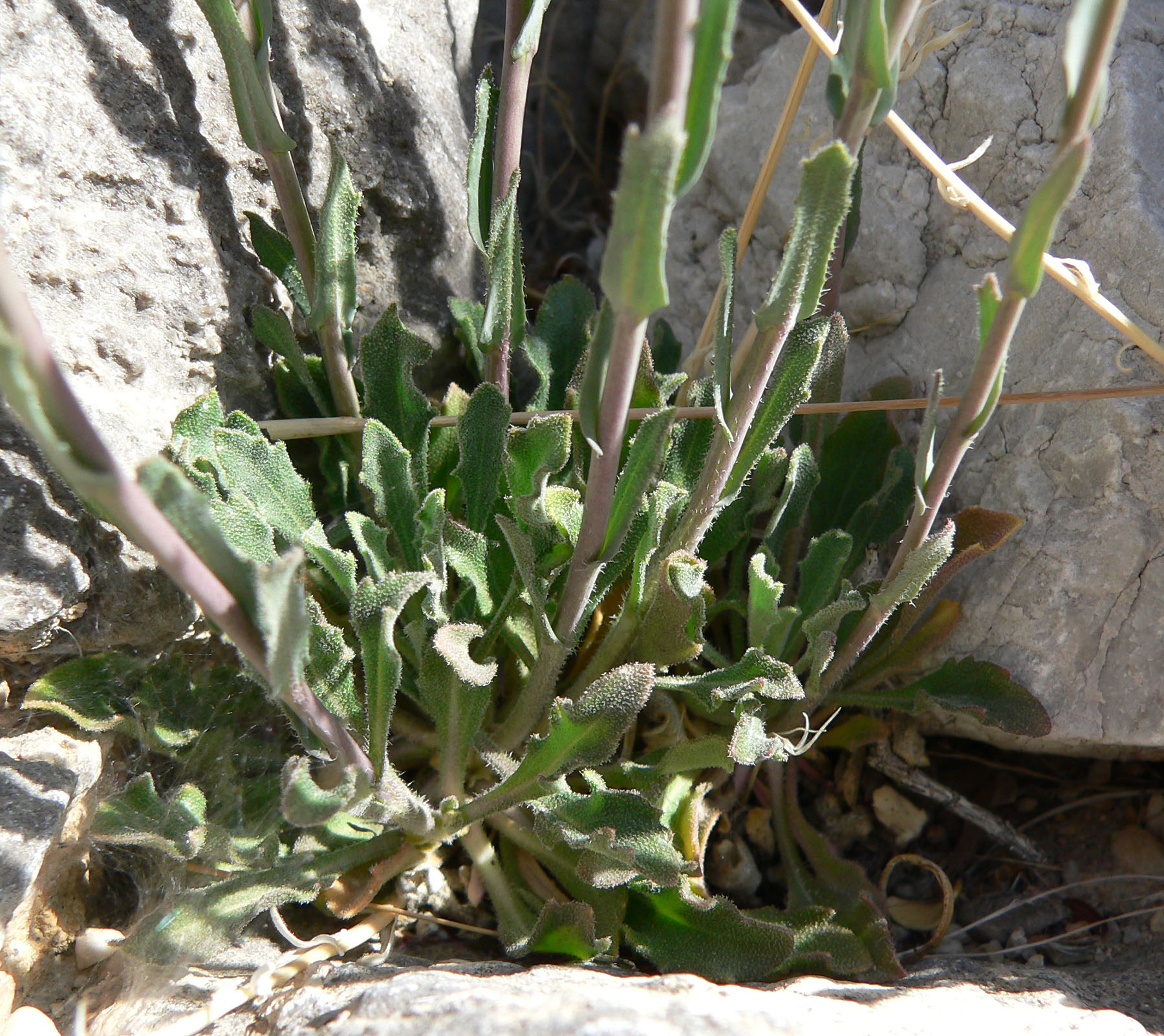
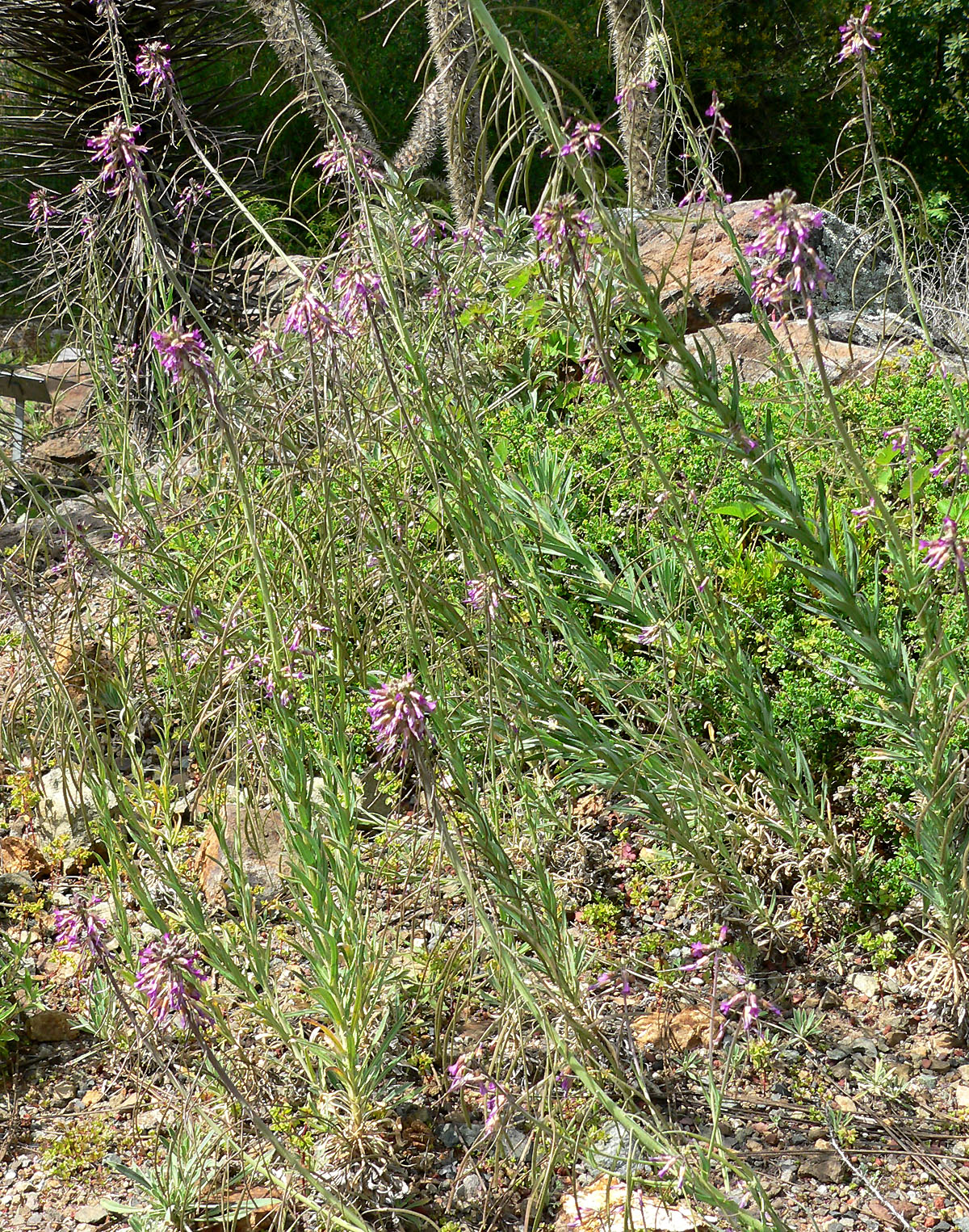
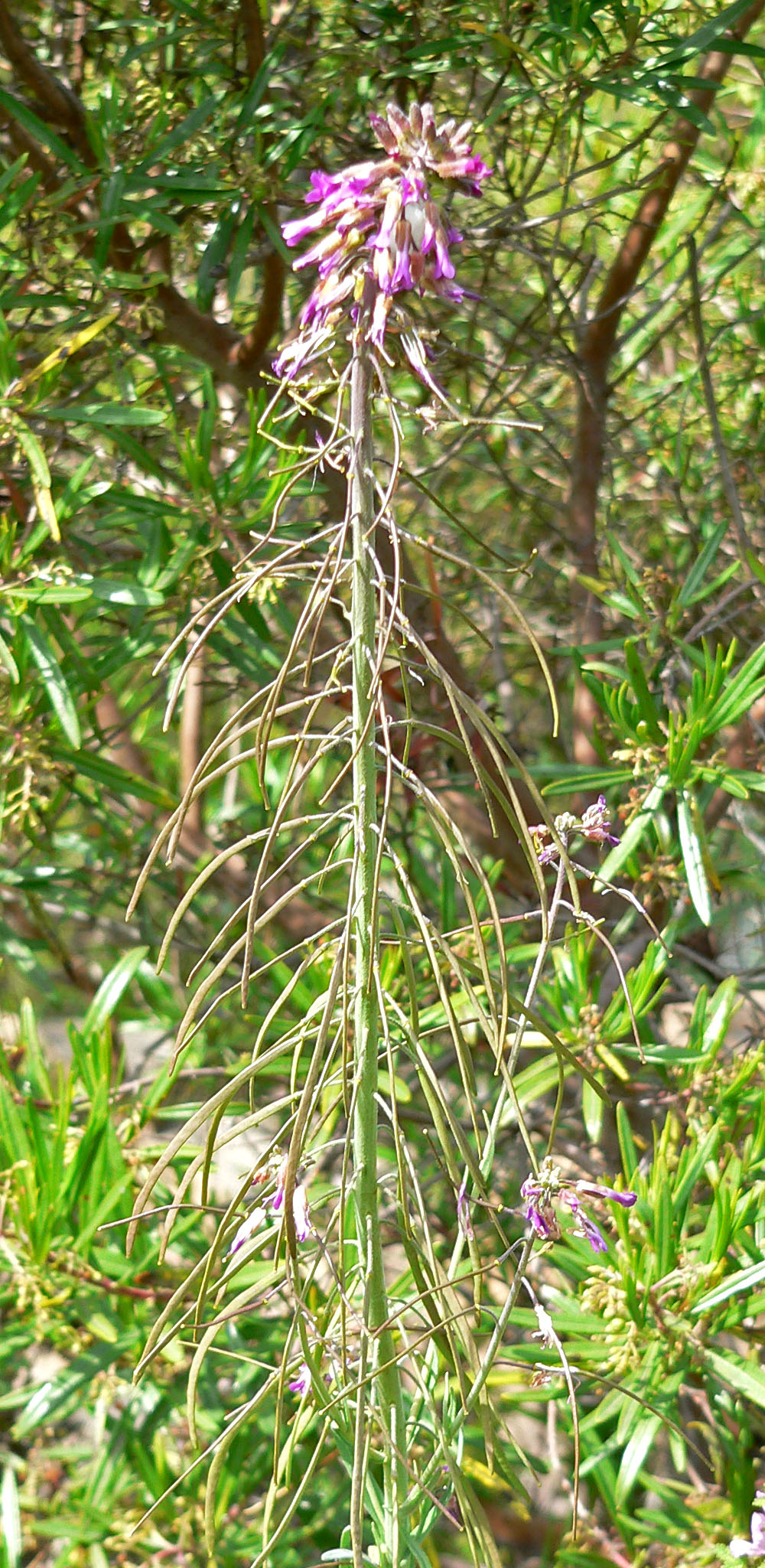
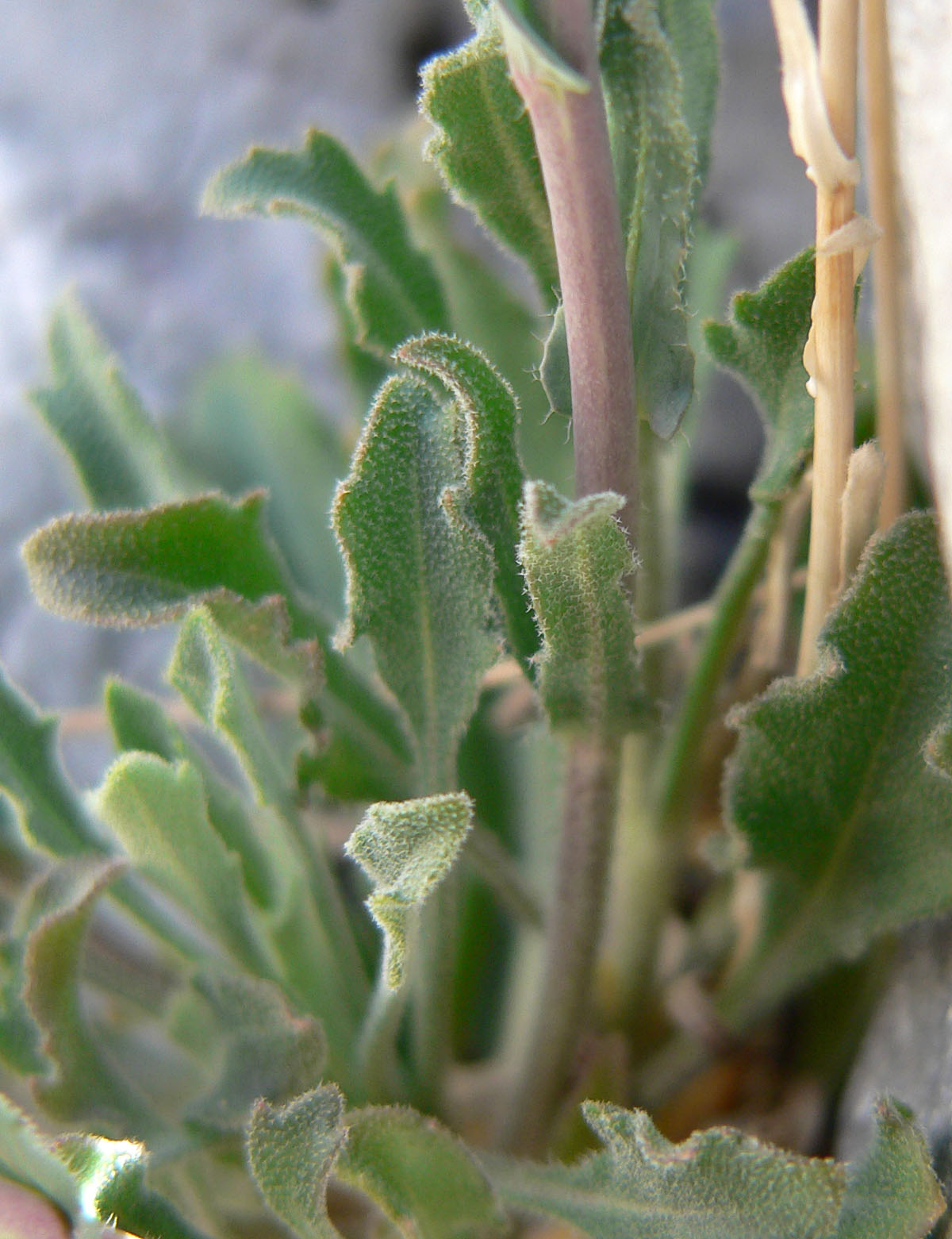
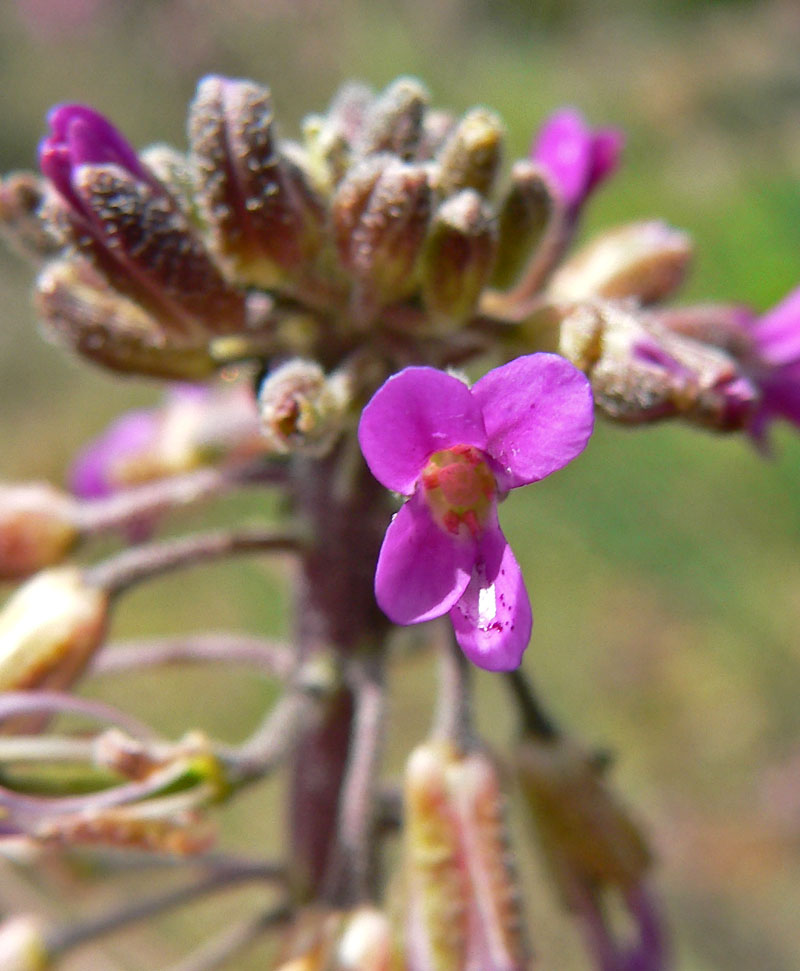
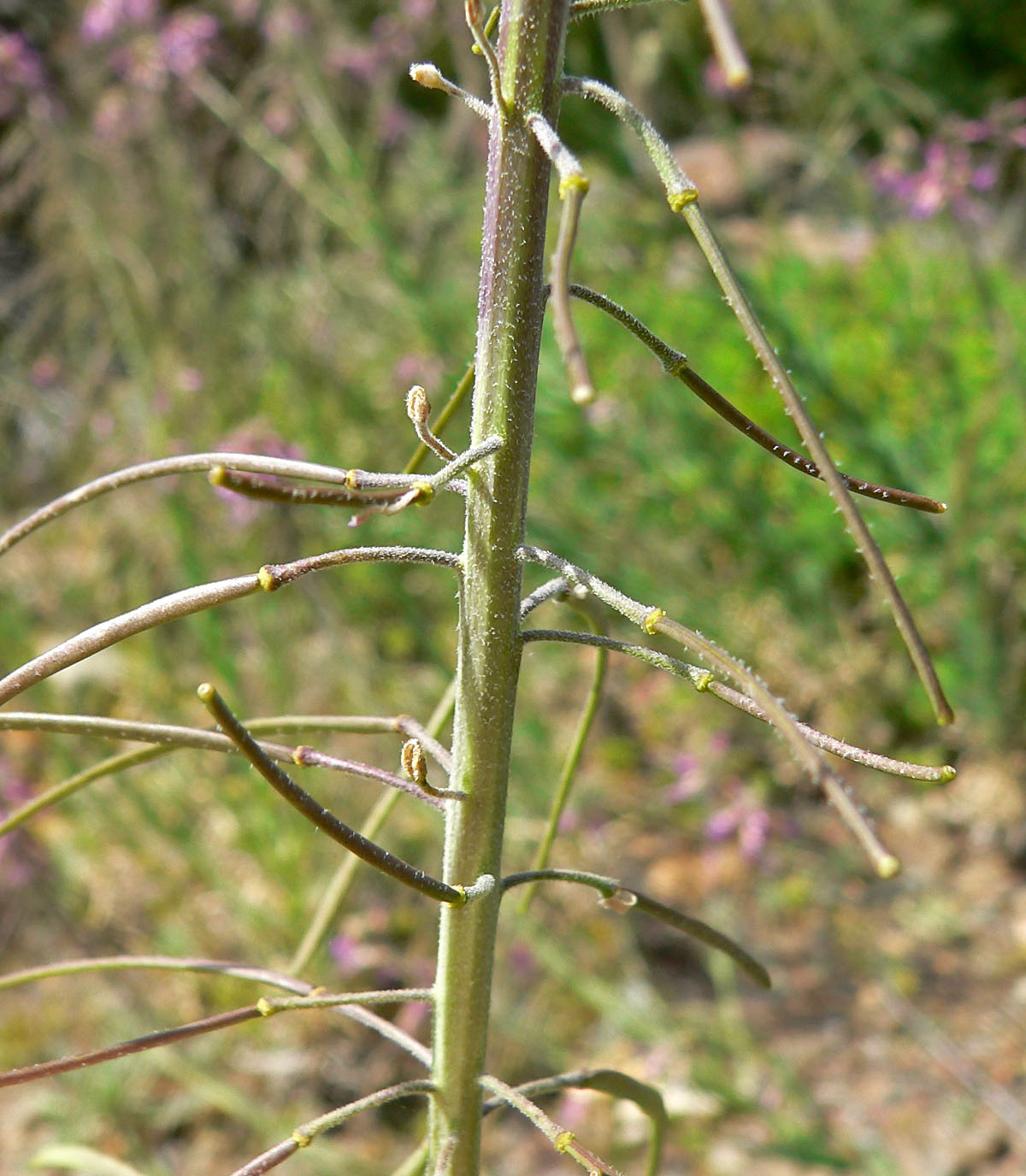